# Amata pentazonata
Amata pentazonata là một loài bướm đêm thuộc phân họ Arctiinae, họ Erebidae.